# Acrophonus
Acrophonus is een geslacht van rechtvleugeligen uit de familie krekels (Gryllidae). De wetenschappelijke naam van dit geslacht is voor het eerst geldig gepubliceerd in 1910 door Bolívar.

## Soorten
Het geslacht Acrophonus omvat de volgende soorten:
- Acrophonus humeralis Bolívar, 1910
- Acrophonus jeanneli Chopard, 1932
- Acrophonus stenus Gorochov, 2005
- Acrophonus validus Chopard, 1934